# Slamdammsnäcka
Slamdammsnäcka (Radix peregra) är en snäckart som först beskrevs av Rossmässler 1835.  I den svenska databasen Dyntaxa används istället namnet Radix labiata. Slamdammsnäcka ingår i släktet Radix och familjen dammsnäckor. Arten är reproducerande i Sverige. Inga underarter finns listade i Catalogue of Life.

## Bildgalleri

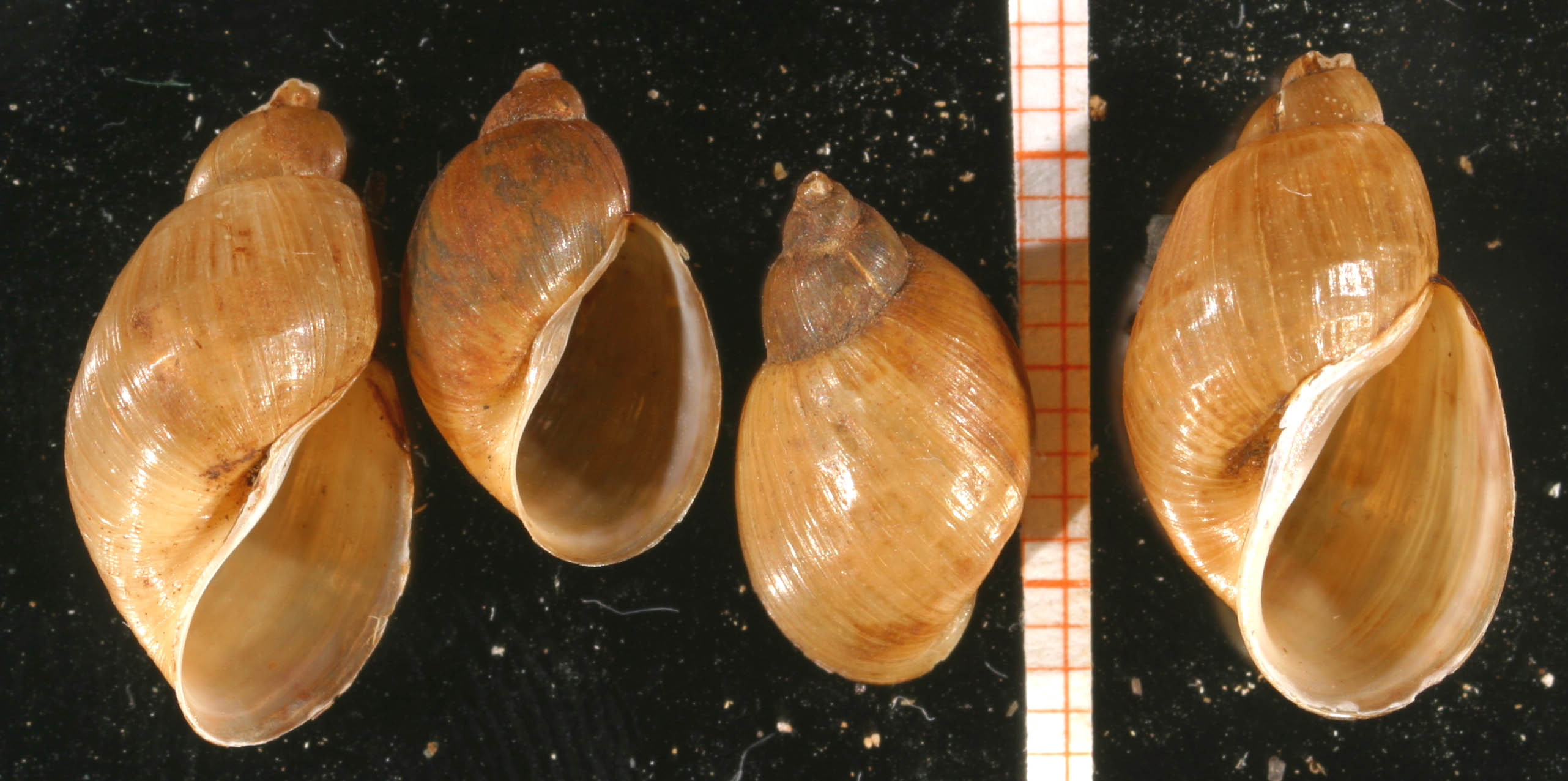
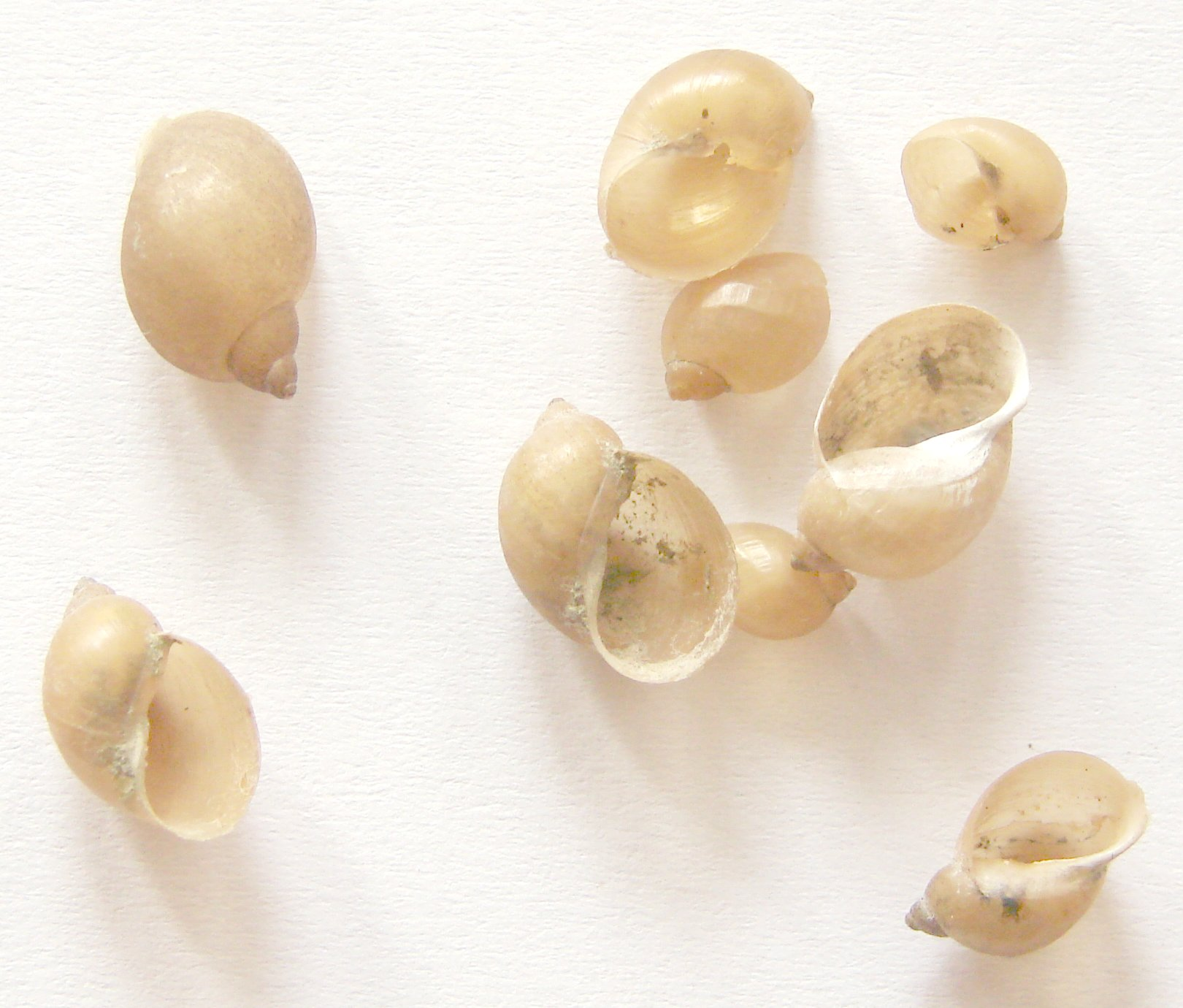
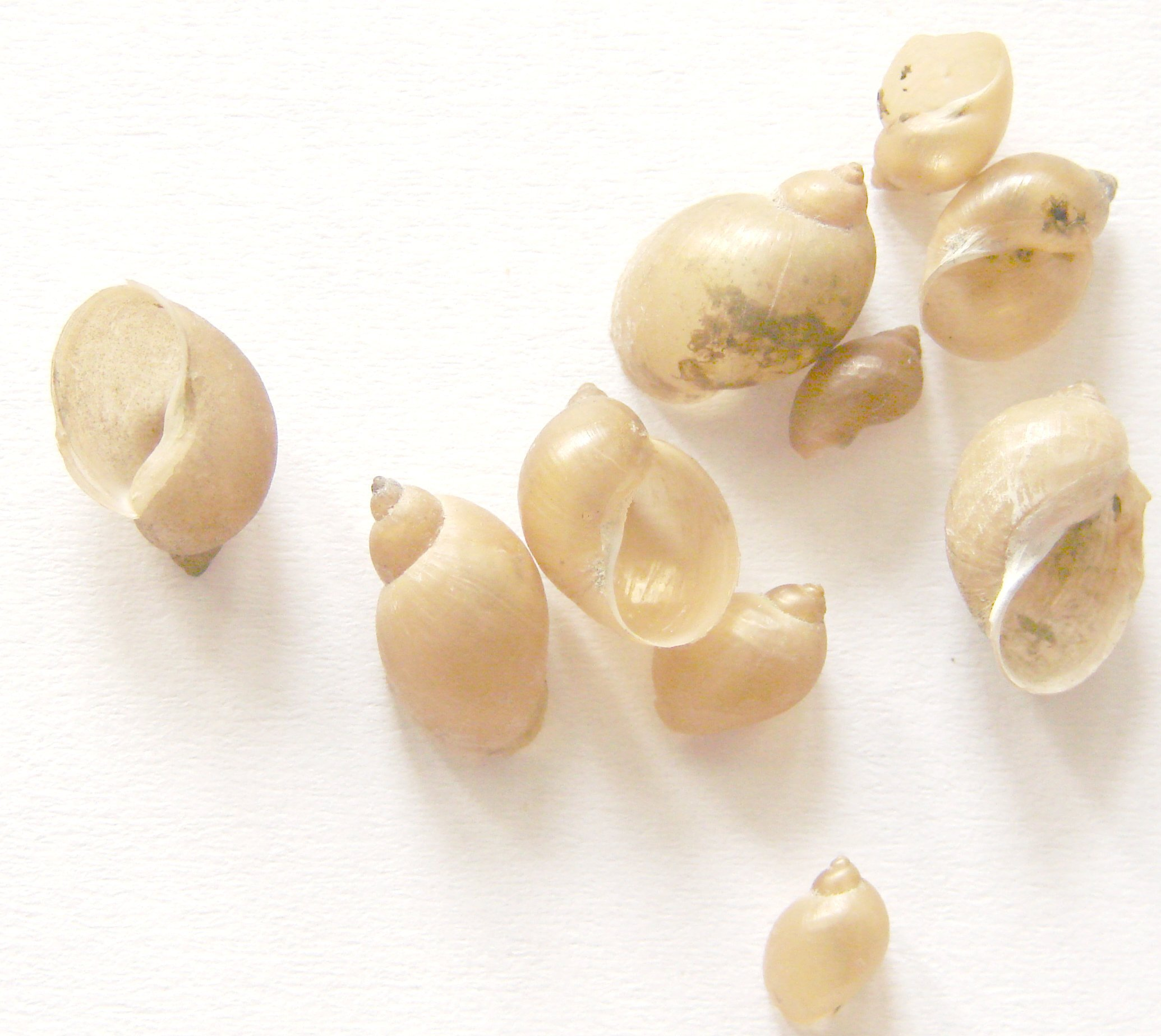
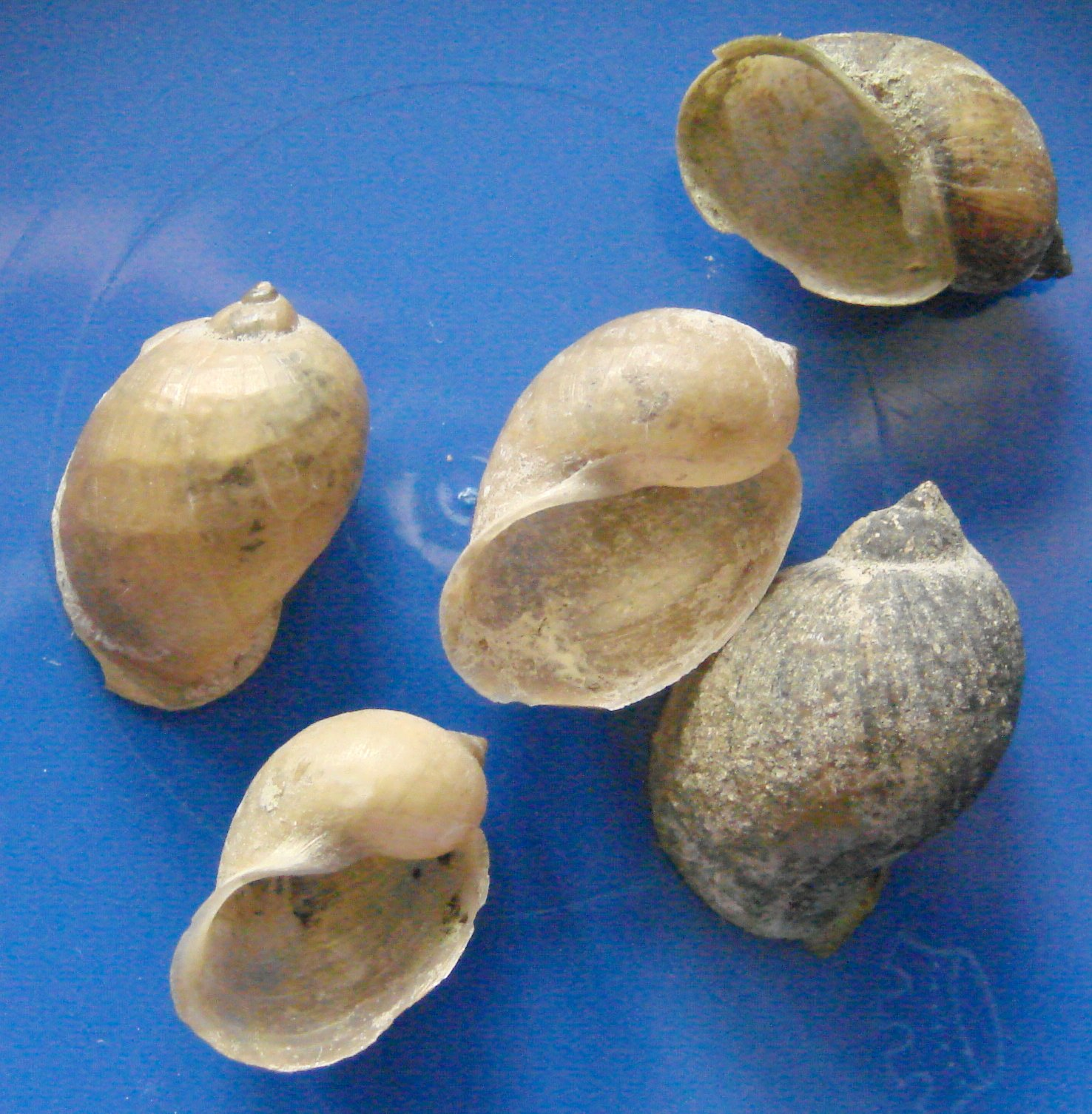
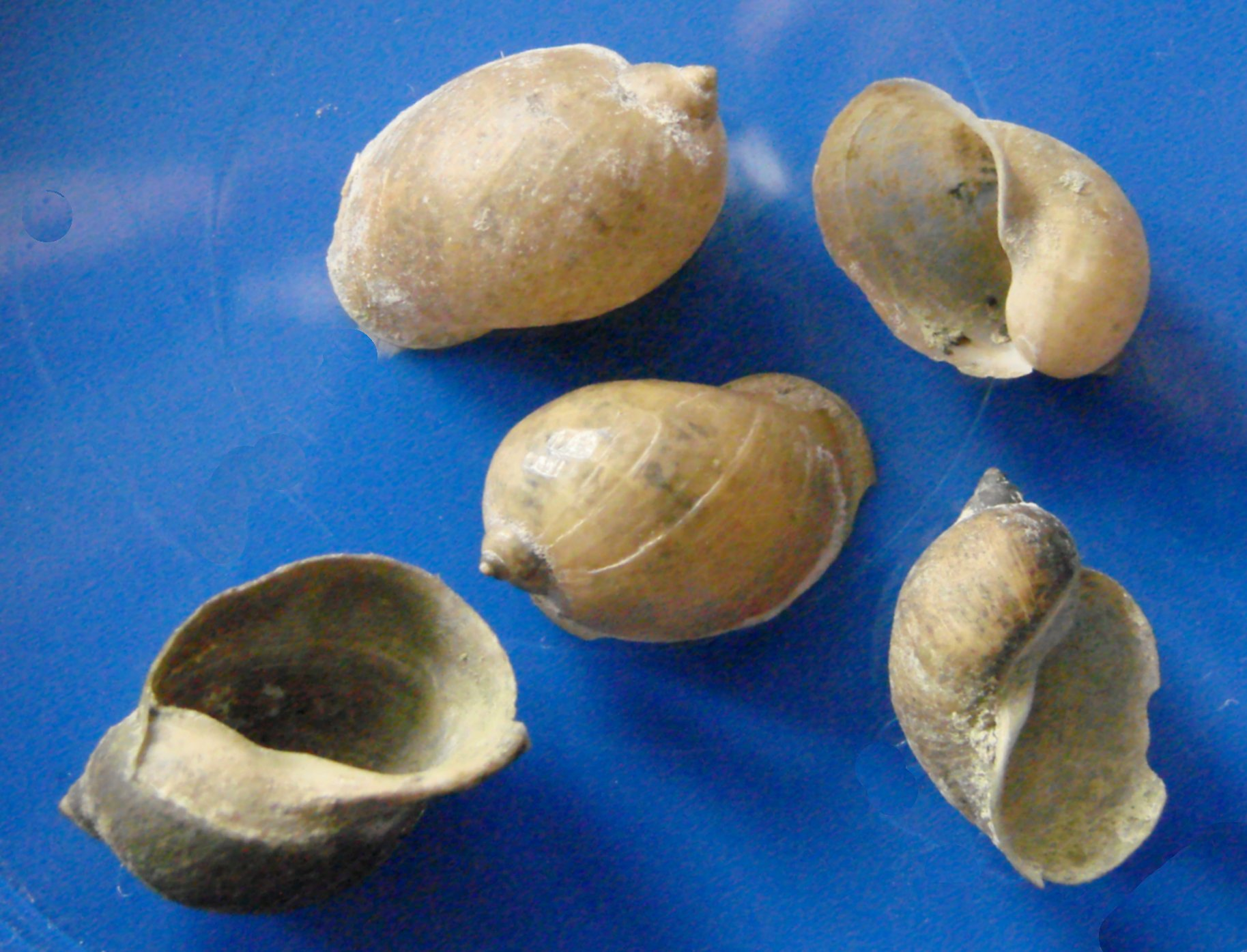
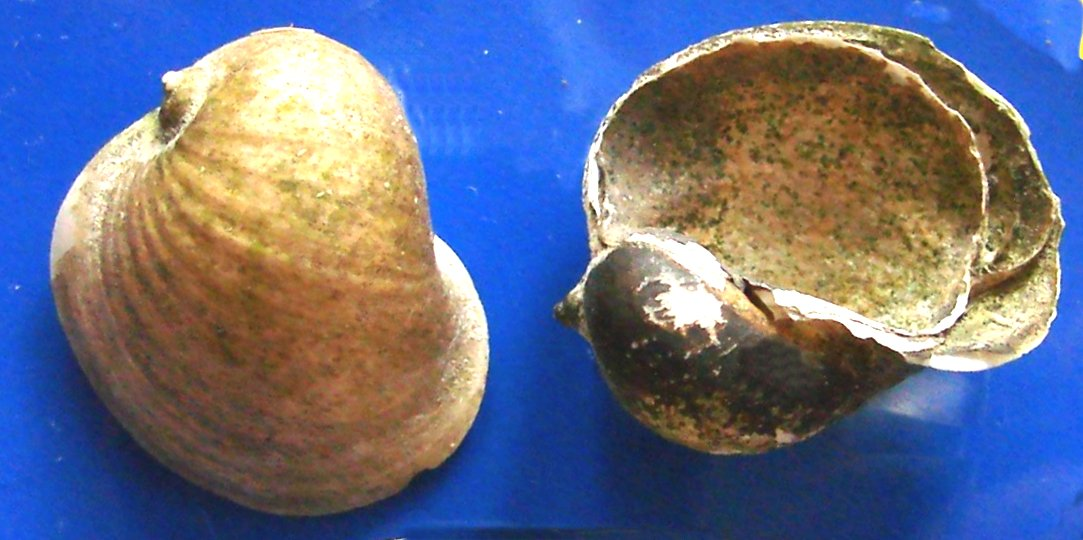